# المجموعة الفردانية T
المجموعة الفردانية T، أو T-M184، والمعروفة أيضًا باسم السُّلالة T، هي مجموعة فردانية بشريَّة ذكوريَّة.

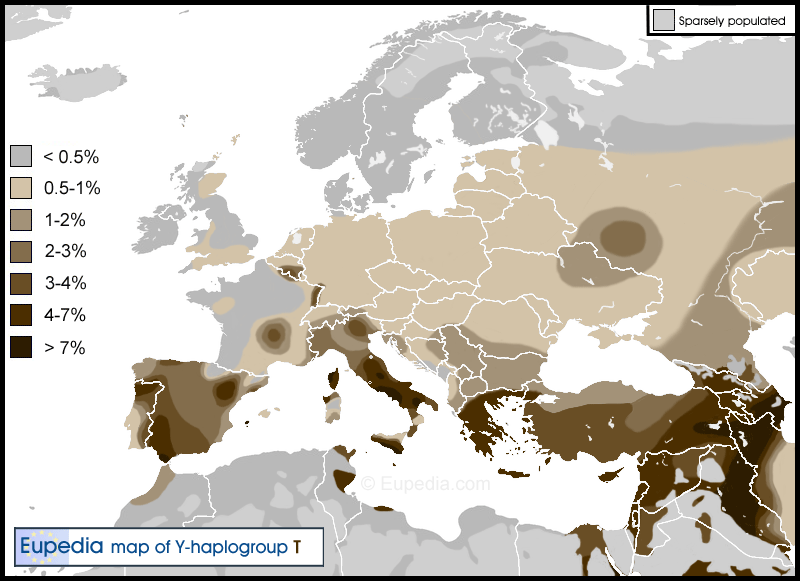
تمثيل تفصيلي لوجود السُّلالة T في الشرق الأوسط وجنوب أوروبا والمناطق المحيطة بهم.

تُعتبر السُّلالة T غير عادية لأنها منتشرة جغرافيًا ونادرة نسبيًا. يبدو أن السُّلالة المُنحدرة منها T1 أو (T-L206) هو الفرع الأساسي المهيمن عدديًا للسُّلالة T الرئيسية، وأنها قد نشأ في غرب آسيا، وربما انتشر من هناك إلى شرق إفريقيا وجنوب آسيا وأوروبا والمناطق المجاورة. ربما توسعت هجرة T1 مع ثقافة العصر الحجري الحديث ما قبل الفخار.
ويظهر أن الفئات الفرعية مثل T-M70 كانت موجودة في أوروبا منذ العصر الحجري الحديث مع مزارعي العصر الحجري الحديث من غرب آسيا. يدعم التردد العالي المعتدل (~ 18٪) لكروموسومات T1b * في منطقة ليمبا في جنوب إفريقيا فرضية أصل غرب آسيا للخط الذكوري.

## توزيع
تم العثور على السُّلالة T بمستويات عالية بشكل استثنائي بين عشائر دير وإسحاق الصوماليتان في أرض الصومال، وكذلك جيبوتي، وإثيوبيا. ويوجد أيضًا بمستويات عالية نسبيًا في مجموعات سكانية معينة في أجزاء أخرى من العالم. وتشمل هذه شعوب كورو وبوري ولودا في جنوب آسيا، وكذلك وبين التبو في تشاد، وفي أقلية كبيرة من راجو ومالي في جنوب آسيا، الصوماليون العامون، وأهل الصعيد في مصر، والفولا (فولبي) في شمال الكاميرون، أشخاص من مناطق تشيان وأكويلاني وساكنسي وإيبيزان (إيفيسينك) وميراندا دودونورو في أوروبا، و الزرادشتيون، والبختياريُّون في الشرق الأوسط، والنينيتس والكازاخ (خاصة المومين والأرجينيين) في سيبيريا/آسيا الوسطى.[بحاجة لمصدر]
تُعتبر السُّلالة T غير شائعة في أوروبا، باستثناء جنوب أوروبا والمناطق المجاورة. وفقا للباحث منديز وآخرون في 2011، فقد قال "إن حدوث الأنساب في أوروبا التي تنتمي إلى كل من الفئتين الفرعيتين T1a1 (T1a القديمة) وT1a2 (T1b القديمة) ربما يعكس حلقات متعددة من تدفق الجينات. من المحتمل أن تعكس المجموعات الفردانية T1a1* في أوروبا تدفق الجينات الأقدم".  ويظهر أن السُّلالة T يشكلون ما يصل إلى 4% من السكان في وسط إيطاليا، وغرب صقلية، وشمال غرب كورسيكا، وشمال غرب شبه الجزيرة الإيبيرية، وغرب أندلوسيا، وجبال الألب الغربية، وكريت الشرقية، ومقدونيا، ويصل ترددهم إلى 10% في إيبيزا، وميراندا دي دورو، وأوفييدو الشرقية. ، قادس، بطليوس، بالاجنا، نورما وراغوزا، وتبلغ ذروتها بنسبة 20٪ في شاكا، لاكويلا وبعض المناطق الجنوبية الألمانية. تم العثور على T-M184 في 1.7% (10/591) من مجموعة مكونة من ستة عينات من الذكور من جنوب غرب روسيا، لكنه كان غائبًا تمامًا عن مجموعة مكونة من ثماني عينات يبلغ مجموعها 637 فردًا من النصف الشمالي من روسيا الأوروبية. كان الرُّوس من الجنوب الغربي من المدن التالية: روسلافل، ليفني، بريستن، ريبييفكا، وبيلغورود ؛ وقوزاق كوبان من جمهورية أديغيا.
مع K-M9+، T-M70+ غير مؤكد ولكن محتمل: 14% (3/23) من الروس في ياروسلافل، 12.5% (3/24) من الإيطاليين في ماتيرا، 10.3% (3/29) من الإيطاليون في أفيتسانو، 10% (3/30) من التيرولين في نونستال، 10% (2/20) من الإيطاليين في بيسكارا، 8.7% (4/46) من الإيطاليين في بينيفينتو، 7.8% (4/51) من الإيطاليين في جنوب لاتيوم، 7.4% (2/27) من الإيطاليين في باولا، 7.3% (11/150) من الإيطاليين في وسط وجنوب إيطاليا، 7.1% (8/113) من الصرب في صربيا، 4.7% (2/42) من الأرومانيين في رومانيا، 3.7% (3/82) من الإيطاليين في بييلا، 3.7% (1) /27) من الأندلسيين في قرطبة، 3.3% (2/60) من الليونيين في ليون، 3.2% (1/31) من الإيطاليين في بوستوا، 3.2% (1/31) من الإيطاليين في كافاليا، 3.1% (3/97) من سكان كالابريا في ريجيو كالابريا، 2.8% (1/36) من الروس في أوبلاست ريازان، 2.8% (2/72) من الإيطاليين في جنوب بوليا، 2.7% (1/37) من الكالابريين في كوزنسا ، 2.6% (3/114) من الصرب في بلغراد، 2.5% (1/40) من الروس في بسكوف، 2.4 % (1/42) من الروس في كالوغا، 2.2% (2/89) من ترانسيلفانيا في ميركوريا كيوك، 2.2% (2/92) من الإيطاليين في ترينو فيرسيليز، 1.9% (2) /104) من الإيطاليين في بريشيا، 1.9% (2/104) من الرومانيين في رومانيا، 1.7% (4/237) من الصرب والجبل الأسود في صربيا والجبل الأسود، 1.7% (1/ 59) من الإيطاليين في ماركي، 1.7% (1/59) من كالابريا في كاتانزارو، 1.6% (3/183) من اليونانيين في شمال اليونان، 1.3% (2/150) من السويسريين الألمان في منطقة زيورخ، 1.3% (1/79) من الإيطاليين في جنوب توسكانا وشمال لاتيوم، 1.1% (1/92) من الهولنديين في ليدن، 0.5% (1/185) من الصرب في نوفي ساد ( فويفودينا )، 0.5% (1/186) من البولنديين في بودلاسي.
تم العثور على السُّلالة T بين سكان العصر الحجري الحديث ما قبل الفخاري الأوسط في موقع عين غزال الأثري (في الأردن). لم يتم العثور عليه بين سكان العصر الحجري الحديث المبكر والمتوسط. من المعتقد أن سكان العصر الحجري الحديث ما قبل الفخاري يتكونون في الغالب من مجموعتين مختلفتين من السكان: أعضاء الحضارة النطوفية المبكرة والسكان الناتجين عن الهجرة من الشمال، أي شمال شرق الأناضول. ومع ذلك، وجد أن النطوفيين ينتمون في الغالب إلى سلالة E1b1b1b2 - والتي توجد بين 60% من إجمالي سكان ذلك العصر و75% من سكان عين غزال، وهم موجودون في جميع مراحل العصر الثلاث المتوسطة.
في مدينة إيبلا القديمة في سوريا في العصر البرونزي، تم العثور على فرد واحد ينتمي إلى السُّلالة T-L162 (T1a1).

## أعضاء بارزون

### نخبة العدائين في مجال التحمل
تمت دراسة الأنماط المحتملة بين كروموسوم Y وعداءي التحمل النخبة في محاولة للعثور على تفسير وراثي لنجاح التحمل الإثيوبي. ونظرًا لتفوق الرياضيين من شرق إفريقيا في سباقات المسافات الدولية على مدى العقود الأربعة الماضية، فقد تم التكهن بأنهم يتمتعون بميزة وراثية. تم تحليل عدائي الماراثون النخبة من إثيوبيا من أجل K*(xP) والذي وفقًا للدراسات الإثيوبية المنشورة سابقًا يُعزى انتمائهم إلى المجموعة الفردانية T.

### أسرة آل خليفة
العائلة الحاكمة في مملكة البحرين هي آل خليفة تم تأكيدها من ضمن الفئة الفرعيَّة T-L206 فرعية من P77*.
ينتمي آل خليفة إلى قبيلة العتوب، والتي تُعتبر جزء من اتحاد قبائل عنزة الأكبر، التي هاجرت من وسط الجزيرة العربية إلى الكويت ثم حكمت قطر بأكملها. وفي عام 1999، أصبح حمد بن عيسى آل خليفة أميرًا للبحرين، وأعلن نفسه ملكًا للبحرين في عام 2002.
تم تحديد المجموعة الفردانية T-FT364053 للمنزل عن طريق اختبار الحمض النووي للأحفاد في مشروع المجموعة الفردانية T-Arab Y DNA على الحمض النووي لشجرة العائلة ومشاريع العالم العربي الأخرى.

### توماس جيفرسون
أحد الأعضاء البارزين في السُّلالة T-M184 هو الرئيس الأمريكي الثالث توماس جيفرسون (أبعد سلف معروف "MDKA" هو صامويل جيفرسون، ولد في 11 أكتوبر 1607 في بيتيستري ، سوفولك، إنجلترا). تمت دراسة مكمل الكروموسوم Y لخط جيفرسون الذكري في عام 1998 في محاولة لحل الجدل الدائر حول ما إذا كان قد أنجب أطفالًا مختلطي الأعراق من عبدته سالي هيمنجز. وجدت دراسة الحمض النووي لعام 1998 للكروموسوم Y في خط جيفرسون الذكري أنه يطابق كروموسوم استون همينجز، الابن الأصغر لسالي همينجز. أكد هذا مجموعة الأدلة التاريخية، ويعتقد معظم المؤرخين أن جيفرسون كان على علاقة حميمة طويلة الأمد مع هيمنجز لمدة 38 عامًا، وأنجبا أطفالهما الستة المسجلين، أربعة منهم عاشوا حتى سن البلوغ. بالإضافة إلى ذلك، دحض الاختبار بشكل قاطع أي صلة بين سليل هيمنجز وخط الذكور كار. أكد أحفاد جيفرسون في القرن التاسع عشر أن ابن أخ كار هو والد أطفال هيمنجز، وكان هذا أساس إنكار المؤرخين لمدة 180 عامًا. ترجع عائلة جيفرسون الأب إلى ويلز، حيث تُعتبر فيها السُّلالة T نادرة بشكل لا يصدق، حيث أنه أقل من 1٪ في جميع أنحاء بريطانيا. تم العثور على اثنين من الذكور البريطانيين الذين يحملون لقب جيفرسون مع نوع الرئيس الثالث من النوع T، مما يعزز احتمال أن يكون أصله الأبوي المباشر بريطانيًا.
وقد وجدت شجرة العائلة أن سلالة جيفرسون تي تنتمي إلى T-BY78550، وهي فئة فرعية من T-PF7444 والتي من المحتمل أن تكون أصولها في منطقة الشرق الأوسط وشمال أفريقيا والشرق الأوسط . سبنسر ولز الذي قاد المشروع الجينوغرافي يضع أصله من الكنعانيين.

## روابط خارجية
- مشروع Y-DNA السُّلالة T
- YFull T YTree
- الأطلس الأثري الرقمي لمستوطنة عين غزال
- قاعدة بيانات سياق الكربون المشع C14
- خريطة لمستوطنة 7550ybp T1a1a-CTS4916 في Malak Preslavets

1. ↑  حكم الأمر الواقع state